# Ernst-Robert-Curtius-Preis
Der Ernst-Robert-Curtius-Preis für Essayistik war ein von 1984 bis 2015 vergebener Literaturpreis. Der Preis, der jeweils ein essayistisches Lebenswerk oder ein herausragendes Einzelwerk ehrte, war mit 8000 Euro dotiert.
Der ab 1986 gleichzeitig vergebene, mit 4000 Euro dotierte Ernst-Robert-Curtius-Förder-Preis sollte jüngere Schriftsteller (unter 40 Jahren) fördern.

## Geschichte

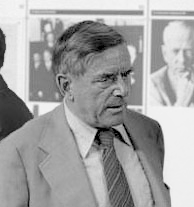
Golo Mann – der erste Träger dieser Auszeichnung, 1984

Beide Preise wollten den deutschsprachigen Essay, analog zum angelsächsischen und romanischen Sprachraum, auch in Deutschland, Österreich und der Schweiz als eigenständige literarische Kunstform fördern und durchsetzen. Die Preisvergabe orientierte sich neben sprachlichen Kriterien an den Gedanken des Romanisten Ernst Robert Curtius sowie den Kriterien des vereinten Europas und der Völkerverständigung innerhalb und außerhalb der deutschen Sprachgrenzen.
Stifter war ursprünglich der Buchhändler und Verleger Thomas Grundmann in Bonn; 2005 und 2007 wurden die Auszeichnungen von der Thalia Holding gemeinsam mit dem Stifter verliehen. Von 2009 bis 2015 war die „Universitätsgesellschaft Bonn – Freunde, Förderer, Alumni e. V.“ Träger der Auszeichnung.
Die Auszeichnungen wurden bis 2001 jährlich, seit 2003 alle zwei Jahre in der Rheinischen Friedrich-Wilhelms-Universität durch das Bonner Stadtoberhaupt überreicht. Der Jury gehörten Personen des öffentlichen Lebens, Politiker, Schriftsteller, das Bonner Stadtoberhaupt, der Rektor der Universität sowie der Stifter an.
2015 war die letzte Preisvergabe. Die Preisverleihung 2017 entfiel.
Der Präsident der Universitätsgesellschaft teilte mit, dass die Mittel für das Jubiläum der Universität gebraucht würden.

## Preisträger
- 1984: Golo Mann
- 1985: Kurt Sontheimer
- 1986: Hilde Spiel, Förderpreis (FP): Ulrich Holbein und Thomas Lautwein
- 1987: Wolf Jobst Siedler, FP: Uwe Schmitt
- 1988: François Bondy, FP: Walter van Rossum
- 1989: Friedrich Dürrenmatt, FP: Jens Jessen
- 1990: Hermann Lübbe, FP: Verena Lenzen
- 1991: Günter Kunert, FP: Norbert Hinterberger
- 1992: Werner Ross, FP: Jörg Lau
- 1993: Peter Sloterdijk, FP: Joachim Vogel
- 1994: Karl Dietrich Bracher, FP: Thomas Hettche
- 1995: Hubert Markl, FP: Michael Maar
- 1996: Odo Marquard, FP: Helmut Böttiger
- 1997: Hans Magnus Enzensberger, FP: Doron Rabinovici
- 1998: Rüdiger Safranski, FP: Franziska Augstein
- 1999: Hans-Peter Schwarz, FP: Florian Illies
- 2000: Günter de Bruyn, FP: Ulf Poschardt
- 2001: Hans Küng, FP: Christiane Florin
- 2003: Brigitte Hamann, FP: Adriano Sack
- 2005: Dieter Wellershoff, FP: Thomas Speckmann
- 2007: Silvia Bovenschen, FP: Felicitas von Lovenberg
- 2009: Richard Schröder, FP: Raoul Löbbert
- 2011: Aleida Assmann, FP: Timo Frasch
- 2013: Ulrich Raulff, FP: Adam Soboczynski[3]
- 2015: Josef Isensee, FP: Philipp Felsch